# NGC 6083
NGC 6083 is een spiraalvormig sterrenstelsel in het sterrenbeeld Hercules. Het hemelobject werd op 21 juni 1876 ontdekt door de Franse astronoom Édouard Jean-Marie Stephan.

## Synoniemen
- MCG 2-41-20
- ZWG 79.80
- NPM1G +14.0443
- PGC 57520